# Адодуровы
Ададу́ровы (Адодуровы, Ододуровы) — древний дворянский род.
При подаче документов (22 мая 1686 г.), для внесения рода в Бархатную книгу, была предоставлена родословная роспись Адодуровых и две царские жалованные грамоты (1572 и 1613), где в древнейшей царь жалует Мамышу Есифовичу Адодурову г. Опочка в Псковской земле.
Однородцами являются дворянские рода Захарьины, Глебовы, Ладыженские и князья Ромодановские-Ладыженские, Шепелевы, Нестеровы, Новосильцовы.

## Происхождение и история рода
По преданию род происходит от прибывшего в Россию из Швеции при великом князе Дмитрии Ивановиче Донском Облагини со своим сыном Марко (1375). Иван Мартемьянович по прозванию Ододур (VII колено) является родоначальником дома Адодуровых.
Василий Иванович воевода в Полоцком походе  (1551). Василий Никитич воевода в Казанском походе (1554) Мамыш Кудашев воевода в Ливонском походе (1558). Фёдор Григорьевич осадный воевода в Кореле (1578-1581), пользовался благосклонностью Ивана Грозного и пожалован титулом ближнего дворянина (1583). Иван Григорьевич постельничий царя Василия Шуйского, он и брат его Семён в Смутную эпоху находились в числе воевод верных Отечеству и впоследствии служили воеводами при царе Михаиле Фёдоровиче.
Пять представителей рода владели населёнными имениями (1699).

## Описание герба
Щит разделён на четыре части. В первой в красном поле изображены диагонально две золотые полосы и сквозь них летящая к нижнему левому углу стрела. Во второй и третьей частях в чёрном поле по одной золотой лилии. В четвёртой части в голубом поле золотой олень, бегущий из леса в правую сторону и держащий во рту ветвь. Щит увенчан дворянскими шлемом и короной. Намёт на щите голубого и красного цвета, подложен золотом.

## Известные представители
- Ададуров, Семён Григорьевич — воевода в Дорогобуже (1608—1609).
- Ададуров Иван (Иванис) Григорьевич — воевода в Переславле-Рязанском (1614), Дорогобуже (1616—1617).
- Ададуровы: Иван Андреевич, Иван и Борис Ивановичи, Лазарь Петрович — московские дворяне (1627—1640).
- Ададуров Богдан Тихомирович — ранен при осаде Смоленска (1634).
- Ададуров Иван Андреевич — воевода в Твери (1654—1655)[4].
- Ададуровы: Яков и Иван Ивановичи — стольники царицы Прасковьи Федоровны (1692).
- Ададуровы: Иван и Яков Ивановичи, Тимофей Акинфеевич — стольники (1692)[5].
- Ададуров, Алексей Петрович (1758—1835) — тайный советник, герольдмейстер, шталмейстер, управляющий придворной конюшенной конторой Двора Его Величества, воспитатель Александра I, сенатор и кавалер.
- Адодуров, Василий Евдокимович (1709—1780) — куратор МГУ, герольдмейстер.
- Ададуров, Василий Васильевич (1765—1845) — генерал эпохи наполеоновских войн.
- Ададуров, Иван Евграфович (1841—1907) — инженер путей сообщения.
- Ададуров, Николай Евграфович (25.08.1836, Тула —13.06.1910, Санкт-Петербург) — инженер путей сообщения, тайный советник; председатель Управления казённых железных дорог России; похоронен на Никольском кладбище Александро-Невской лавры в Санкт-Петербурге[6].